# Zukunftsbewegung
Die Zukunftsbewegung (arabisch تيار المستقبل Tayyār al-Mustaqbal, französisch Courant du Futur) ist eine politische Bewegung im Libanon, die von Saad al-Hariri, dem jüngeren Sohn des ermordeten früheren Ministerpräsidenten des Libanon Rafiq al-Hariris, geführt wird.
Die Partei ist offiziell wirtschaftsliberal und kapitalistisch ausgerichtet. Sie ist zudem prowestlich und antisyrisch, protestierte auch gegen die syrische Besatzung des Libanon. Bis 2011 dominierte die Zukunftsbewegung das politische System des Landes.
Gegründet wurde die Bewegung im Jahr 1992, offiziell im August 2007. Erst am 5. April 2009 jedoch wurde die Bewegung offiziell zu einer politischen Partei erklärt.
Bei den vorletzten Parlamentswahlen im Mai und Juni 2005 war die Partei mit 36 Sitzen die wichtigste Fraktion der Rafiq-Hariri-Märtyrer-Liste, die diese Wahlen gewonnen hat.